# Campionati tedeschi di sci alpino 1988
Ai Campionati tedeschi di sci alpino 1988 furono assegnati i titoli di supergigante, slalom gigante e slalom speciale, sia maschili sia femminili.

## Risultati

### Uomini

#### Supergigante
| Pos. | Atleta          | Nazione        |
| ---- | --------------- | -------------- |
| 1    | Markus Wasmeier | Germania Ovest |
| 2    | Josef Schick    | Germania Ovest |
| 3    | Peter Namberger | Germania Ovest |

#### Slalom gigante
| Pos. | Atleta          | Nazione        |
| ---- | --------------- | -------------- |
| 1    | Peter Roth      | Germania Ovest |
| 2    | Armin Bittner   | Germania Ovest |
| 3    | Peter Namberger | Germania Ovest |

#### Slalom speciale
| Pos. | Atleta        | Nazione        |
| ---- | ------------- | -------------- |
| 1    | Armin Bittner | Germania Ovest |
| 2    | Stefan Pistor | Germania Ovest |
| 3    | Gundolf Thoma | Germania Ovest |

### Donne

#### Supergigante
| Pos. | Atleta            | Nazione        |
| ---- | ----------------- | -------------- |
| 1    | Christa Kinshofer | Germania Ovest |
| 2    | Karin Dedler      | Germania Ovest |
| 3    | Angelika Hurler   | Germania Ovest |

#### Slalom gigante
| Pos. | Atleta          | Nazione        |
| ---- | --------------- | -------------- |
| 1    | Christina Meier | Germania Ovest |
| 2    | Traudl Hächer   | Germania Ovest |
| 3    | Marina Kiehl    | Germania Ovest |

#### Slalom speciale
| Pos. | Atleta        | Nazione        |
| ---- | ------------- | -------------- |
| 1    | Miriam Vogt   | Germania Ovest |
| 2    | Anette Gersch | Germania Ovest |
| 3    | ?             | ?              |